# Constantino Fernández Pico
Constantino Fernández Pico (La Coruña, 23 de julio de 1966), conocido como Tino Fernández  es un empresario español, cofundador y actual presidente de la consultora tecnológica Altia, también conocido por haber sido presidente del Real Club Deportivo de La Coruña.

## Trayectoria
Es licenciado en Económicas por la Universidad de Santiago de Compostela, y también el fundador y presidente de la consultora tecnológica Altia. Fue entrenador de varios equipos de baloncesto, entre ellos la selección gallega infantil y cadete masculina.
Fue presidente del Deportivo de La Coruña desde el 21 de enero de 2014, en sustitución de Augusto César Lendoiro al 28 de mayo del 2019, siendo sustituido por Francisco Martínez Zas. El empresario recibió el apoyo del 72,09% del capital social representado en la Junta de Accionistas por el 4,87% de Manuel López Cascallar. Durante su presidencia, tuvo que hacer frente al mayor concurso de acreedores de la historia del deporte español, hecho que destacó su sucesor en su discurso inaugural. Comenzó de forma accidentada despidiendo sorprendentemente al entrenador artífice del ascenso, Fernando Vázquez, por unas polémicas declaraciones donde mostraba su disconformidad con los fichajes. Posteriormente, su actuación a raíz del asesinato de Jimmy por parte de ultras del Atlético de Madrid fue tremendamente controvertida y creó división social entre los sectores más radicales de la afición. Tino Fernández dejó cosas positivas como la recuperación de la sección femenina y la creación del Dépor Genuine. También consiguió un importante acuerdo sobre la deuda privilegiada del concurso con ABANCA, del cual se desconocen los detalles. Respecto al funcionamiento de la cantera, José Ramón González, exjugador leyenda del club y entrenador saliente del equipo juvenil, dijo en 2016 que era una "chapuza y se filtran informes fuera del club".
Con Constantino en la presidencia se batieron varios de los mayores récords negativos de la historia del club, como la mayor goleada encajada en Primera División: Deportivo 0-8 FC Barcelona (2015/16); seguido de cerca por el Deportivo 2-8 Real Madrid (2014/15); la mayor racha de jornadas sin ganar en Primera División: 15 jornadas (2017/18); o el récord de empates en una sola temporada en Primera División: 18 empates (2015/16), que trajo consigo otra serie de récords históricos negativos.
En el quinto año de mandato, Tino incluso soñaba con ganar un título: «Este año tampoco descarto Europa. Europa puedes andar rozándolo, tercero es imposible. Pero séptimo, sexto, ganar la Copa... nosotros tenemos que ir con la máxima ilusión», declaró al comienzo de la temporada 2017/18.  Con el 13º límite salarial de Primera División, la plantilla, que volvió a contar con Lucas Pérez, procedente del Arsenal FC, confeccionada por su director deportivo, Richard Barral, descendió a Segunda División. La temporada siguiente, Tino Fernández pagó una cláusula de rescisión al Levante para traer a Carmelo del Pozo como nuevo secretario técnico y Natxo González como entrenador. Los malos resultados en Segunda, donde a duras penas el Deportivo entró en playoff, provocaron la salida por sorpresa de Tino Fernández antes del fin de la temporada. En su despedida declaró:

Varios clubes se refirieron al Deportivo como un club moroso. En mi vida me habían llamado así. Hemos cambiado esa percepción y hoy en día somos un club muy bien valorado.

Durante su presidencia, pasaron por el banquillo blanquiazul nueve entrenadores en cinco años.
Poco después Juan Carlos Escotet dijo: «Nunca habíamos visto una empresa tan escarallada como el Deportivo» cuando Abanca se hizo cargo del club.
El 20 de octubre de 2020 se anunció su incorporación al consejo de administración del Racing Club de Ferrol.
| Predecesor: Augusto César Lendoiro | Presidente del Deportivo de La Coruña 2014-2019 | Sucesor: Paco Zas |